# بلوجه ویلکیه
بلوجه ویلکیه (به لهستانی:  Bludzie Wielkie) یک روستا در لهستان است که در گمینا دوبنگنکی واقع شده‌است.